# Geno Dobrevski
Geno Valkov Dobrevski (Plovdiv, 12 maggio 1970) è un ex calciatore bulgaro, di ruolo attaccante.

## Carriera

### Club
Dobrevski ha giocato per la maggior parte della sua carriera con il Botev Plovdiv, con cui ha conquistato il terzo posto in campionato nel 1993 e nel 1994.
Nell'autunno del 1995 ha fatto parte della squadra dello Slavia Sofia, che alla fine della stagione ha vinto il campionato.
Nel 1998 Dobrevski ha trascorso un breve periodo in Portogallo con il Paços de Ferreira.
Geno Dobrevski ha un fratello gemello, Ivan, anch'egli calciatore. Dopo il ritiro, i due fratelli si sono dedicati all'attività imprenditoriale, rappresentando il marchio portoghese Murati. Possiedono negozi di calzature a Sofia, Plovdiv e Varna.